# Goulouré
Goulouré är en ort i Burkina Faso.   Den ligger i provinsen Province du Boulkiemdé och regionen Centre-Ouest, i den centrala delen av landet, 50 km väster om huvudstaden Ouagadougou. Goulouré ligger 331 meter över havet och antalet invånare är 6 677.
Terrängen runt Goulouré är platt. Närmaste större samhälle är Kokologho, 6,3 km sydost om Goulouré.
Trakten runt Goulouré består till största delen av jordbruksmark. Runt Goulouré är det ganska tätbefolkat, med 100 invånare per kvadratkilometer.